# (335799) Zonglü
(335799) Zonglü est un astéroïde de la ceinture principale.

## Description
(335799) Zonglü est un astéroïde de la ceinture principale. Il fut découvert le 19 avril 2007 à l'Observatoire de Lulin par Ye Quan-Zhi et Hong Qin Lin. Il présente une orbite caractérisée par un demi-grand axe de 2,68 UA, une excentricité de 0,20 et une inclinaison de 13,7° par rapport à l'écliptique.

## Compléments